# Chiesa di Sant'Andrea del Vignola

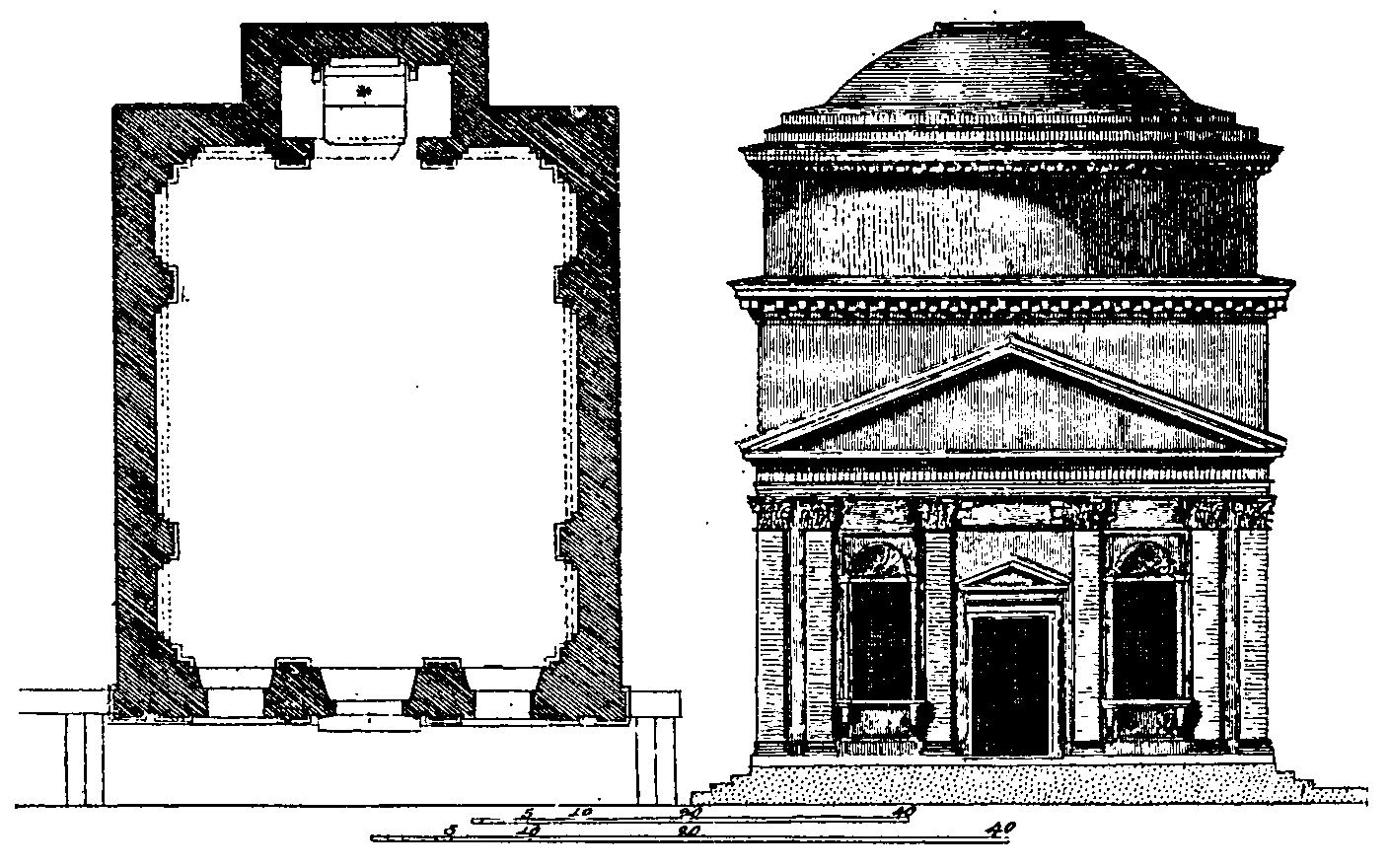
Pianta e prospetto dell'edificio

Sant'Andrea a via Flaminia è una piccola chiesa che si trova a Roma nel quartiere Flaminio.
È nota anche come Sant'Andrea del Vignola. Nelle vicinanze, verso il ponte c'è anche una cappella denominata Sant'Andrea a ponte Milvio.

## Storia
Fu costruita nel tratto urbano della via Flaminia, tra porta del Popolo e ponte Milvio su progetto di Jacopo Barozzi da Vignola.
Papa Giulio III la fece erigere verso il 1553 all'interno del complesso della sua villa suburbana (villa Giulia), per ricordo della sua fuga da Roma. Durante il sacco di Roma dei lanzichenecchi di Carlo V, quando era ancora cardinale, era uno degli ostaggi ed era probabilmente destinato a essere giustiziato. Riuscì a fuggire dalla città il 30 novembre, giorno dedicato dalla chiesa cattolica all'apostolo Andrea, fratello di Pietro, ha perciò la funzione di chiesa votiva, cappella privata e chiesa rurale extra urbana.
La cupola e l'intera chiesa subì degli interventi di parziale restauro negli anni 1826-1830 ai quali partecipò anche l'architetto Giuseppe Valadier, autore noto anche per la sistemazione di piazza del Popolo e della terrazza del Pincio. Ulteriori interventi vennero realizzati nel 1977 rivestendo la cupola con piombo e successivamente negli anni novanta, ripristinando il primitivo rivestimento della cupola in "coccio pesto" e restituendole in tal modo l'originaria resa cromatica.
Nel 1950 fu restaurato il particolare pavimento policromo della chiesa con la sovrintendenza dell'architetto Zander, all'epoca nominato architetto della basilica di San Pietro in Vaticano.
La chiesa è un luogo sussidiario di culto della parrocchia di Sant'Eugenio.

## Descrizione
L'edificio è un parallelepipedo in laterizio lasciato a vista su tre lati. La facciata è di peperino con un portale fiancheggiato da lesene e sovrastato da un timpano triangolare. La chiesa, unica nel suo genere, presenta una volta impostata su una cornice interna ovale, perciò la cupola è una semi-calotta ovale.
L'interno è costituito da un'aula rettangolare e una piccola abside anch'essa rettangolare. 
La chiesetta, quando fu costruita, si trovava in campagna. Ora si trova tra via Flaminia e viale Tiziano, all'altezza dell'incrocio con via Luigi Canina e via Enrico Chiaradia.
Dal punto di vista architettonico, malgrado le sue minute dimensioni, essa rappresenta un'importante testimonianza della sintesi tra cultura umanistica, con le chiese a pianta centrale, e gli esempi degli edifici di culto a pianta longitudinale, propri della Controriforma, dalla seconda metà del Cinquecento in poi.